# Новинарска етика
Новинарска етика подразумијева кориштење принципа истинитог и објективног писања за медије и избалансираног приступа изворима информација. Дужи низ година стручна јавност покушава да створи правила доброг писања за новинаре и друге кориснике веба, како би се подигао ниво разумијевања важности и поузданости извора на интернету. Озбиљност и ауторитет извора на мрежи може да се процјењује и на основу веб-адресе, иако веб-адреса не може бити у потпуности поуздан, а нарочито не и једини начин провјере кредибилитета извора. Новинарска етика је још увијек теоријски концепт, чија примјена у пракси зависи од степена професионалности медија и новинара. Основу новинарске етике чине принципи истине, уравнотежености ставова, примјена триангулације, провјерљивост извора и тачност навода и садржаја у цјелини. Писање за онлајн новинарство захтјева и одговорност према преузимању садржаја са веба и одређену креативност у техничком и мултимедијалном уређењу текста. Аутори сајтова треба да одговорно постављају садржаје ако желе привући и задржати велику и веома пробирљиву онлајн публику. Уколико постављају садржаје који немају ауторитет и доказани кредибилитет, могу довести до озбиљних посљедица у јавној сфери, а понекад и у личној сфери живота и рада извора или учесника у медијском догађају. 